# Kenny Ridwan
Kenny Ridwan (Bellevue, 27 maggio 1999) è un attore statunitense.
Noto per i suoi ruoli nelle serie televisive The Goldbergs, I Thunderman e The McCarthys. È anche apparso come guest star in Perception, Bones, Modern Family e House of Lies.

## Biografia
Kenny Ridwan è nato il 27 maggio 1999 a Bellevue, nello stato di Washington. È cresciuto in una famiglia mista cinese e americana. I suoi genitori lo incoraggiarono ad imparare la lingua cinese, la cultura cinese, l'arte e la storia oltre alle materie scolastiche. Si è concentrato sul cinema alla Campbell Hall High School di Studio City. Attualmente, Ridwan è iscritto alla Columbia University per studiare scrittura creativa.

## Filmografia

### Cinema
- I Thunderman - Il ritorno (The Thundermans Return), regia di Trevor Krischner (2024)

### Televisione
- Bones - serie TV, episodio 9x10 (2013)
- The Middle - serie TV, episodio 4x11 (2013)
- Modern Family - serie TV, episodio 5x13 (2013)
- The Goldbergs - serie TV, 94 episodi (2014-2023)
- I Thunderman - sere TV, 20 episodi (2014-2018)
- Perception - serie TV, episodio 2x11 (2014)
- House of Lies - serie TV, episodio 4x05 (2015)
- Schooled - serie TV, episodio 2x07 (2019)

## Doppiatori italiani
Nelle versioni in italiano delle opere in cui ha recitato, Kenny Ridwan è stato doppiato da:
- Niccolò Guidi in Bones, The Goldbergs
- Manuel Meli in Perception
- Simone Lupinacci ne I Thunderman, I Thunderman - Il ritorno